# Leptotarsus risbeci
Leptotarsus risbeci är en tvåvingeart som först beskrevs av Alexander 1934.  Leptotarsus risbeci ingår i släktet Leptotarsus och familjen storharkrankar. Inga underarter finns listade i Catalogue of Life.